# Plectris longula
Plectris longula är en skalbaggsart som beskrevs av Moser 1918. Plectris longula ingår i släktet Plectris och familjen Melolonthidae. Inga underarter finns listade i Catalogue of Life.